# Саяногорский алюминиевый завод
Саяногорский алюминиевый завод — советское и российское предприятие алюминиевой промышленности, входит в финансово-промышленную группу РУСАЛ.
Введён в эксплуатацию в 1985 году. По объёму выпускаемой продукции является третьим в составе РУСАЛа после Братского алюминиевого завода и Красноярского алюминиевого завода. Доля завода более 12 % российского и около 1 % мирового выпуска алюминия. Расположен в 15 километрах от города Саяногорска и в 50 км от Саяно-Шушенской ГЭС.

## Описание
Крупнейший в России производитель алюминиевых сплавов, центр тестирования и внедрения инновационных технологий РУСАЛа. Третье крупнейшее алюминиевое предприятие в составе РУСАЛа. Лидер по выпуску сплавов среди российских алюминиевых заводов. Базовая площадка для тестирования и внедрения инновационных разработок РУСАЛа.
Продукция: первичный алюминий, алюминиевые сплавы (в форме чушки, плоских, цилиндрических и Т-образных слитков). Потребители: автомобильная, транспортная, строительная, электротехническая промышленность, отрасль листового проката. Мощность: 542 тыс. тонн алюминия в год.

## История
Саяногорский алюминиевый завод был введён в строй действующих предприятий в 1985 году. Его история начинается с 1 февраля 1971 года — с выхода Постановления Совета Министров СССР № 65 «О строительстве алюминиевого завода в Саянах с применением современного импортного оборудования на базе электроэнергии Саяно-Шушенской ГЭС».
14 августа 1974 года был издан приказ № 385 «Создать дирекцию строящегося Саянского алюминиевого завода в поселке Означенное Красноярского края», подписанный заместителем министра цветной металлургии СССР И. А. Стригиным.
23 октября 1979 года вышел приказ № 427 министерства цветной металлургии СССР «О создании Саянского алюминиевого завода», подписанный министром цветной металлургии П. Ф. Ломако.
В 1982 году в степи у подножия Саян началась стройка.  21 апреля 1985 года был получен первый саянский алюминий.